# Odostemon pumilus
Odostemon pumilus là một loài thực vật có hoa trong họ Hoàng mộc. Loài này được (Greene) A. Heller mô tả khoa học đầu tiên năm 1911.